# Marcel Pelletier
Marcel Pelletier (ur. 26 lutego 1888 w Dudelange) – luksemburski kulomiot i dyskobol, olimpijczyk.
Uczestniczył w rywalizacji na V Igrzyskach olimpijskich rozgrywanych w Sztokholmie w 1912 roku. Startował tam w dwóch konkurencjach lekkoatletycznych. W pchnięciu kulą zajął 17. miejsce z wynikiem 11,04 m uzyskanym w drugim pchnięciu. W rzucie dyskiem zajął 31. miejsce z wynikiem 33,73 m uzyskanym w pierwszym rzucie. W obu konkurencjach nie przeszedł do etapu finałowego.